# Governors State University
Die Governors State University, auch GSU genannt, ist eine staatliche Universität in University Park südlich von Chicago im US-Bundesstaat Illinois. Sie wurde 1969 als moderne Hochschule mit interdisziplinären Studiengängen und niedrigen akademischen Hierarchien gegründet. Derzeit sind hier rund 6000 Studenten eingeschrieben.